# Tonics & Twisted Chasers
| Recensione     | Giudizio |
| -------------- | -------- |
| Piero Scaruffi | [ 1 ]    |

Tonics & Twisted Chasers è il 10° album in studio del gruppo musicale statunitense Guided by Voices, pubblicato nel 1996.

## Tracce
1. Satellite – 1:42
2. Dayton, Ohio—19 Something and 5 – 1:45
3. Is She Ever? – 1:03
4. My Thoughts Are a Gas (Fucked Up Version) - 1:18
5. Knock 'Em Flyin' – 1:04
6. The Top Chick's Silver Chord – 1:22[2]
7. Key Losers – 2:27
8. Ha Ha Man – 0:39
9. Wingtip Repair – 0:58
10. At the Farms – 2:30
11. Unbaited Vicar of Scorched Earth – 2:10
12. Optional Bases Opposed – 1:38
13. Look, It's Baseball – 1:21
14. Maxwell Jump – 0:46
15. The Stir-Crazy Pornographer – 2:16
16. 158 Years of Beautiful Sex – 1:21
17. Universal Nurse Finger – 1:04
18. Sadness Is to End – 0:56[3]
19. Reptilian Beauty Secrets – 1:40

Tracce bonus (Versione CD)
1. Long as the Block Is Black – 1:16
2. Jellyfish Reflector – 1:33
3. The Kite Surfer – 1:47
4. Girl from the Sun – 1:37
5. The Candyland Riots – 2:08